# Lepidium paniculatum
Lepidium paniculatum là một loài thực vật có hoa trong họ Cải. Loài này được (Regel & Schmalh.) Al-Shehbaz mô tả khoa học đầu tiên năm 2002.